# Rhytimorpha coccinea
Rhytimorpha coccinea är en stekelart som beskrevs av Szepligeti 1901. Rhytimorpha coccinea ingår i släktet Rhytimorpha och familjen bracksteklar. Inga underarter finns listade i Catalogue of Life.